# Зидине (Ново Горажде)
Зидине су насељено мјесто у општини Ново Горажде, Република Српска, БиХ. Према попису становништва из 1991. у Зидинама је живјело 276 становника, а 2013. године пописано је 548 лица.

## Становништво
| Демографија | Демографија | Демографија |
| Година      | Становника  | Становника  |
| ----------- | ----------- | ----------- |
| 1971.       | 212         |             |
| 1981.       | 243         |             |
| 1991.       | 276         |             |
| 2013.       | 548         |             |